# Reginald Walter Maudslay
Reginald Walter Maudslay (1 de septiembre de 1871 - 14 de diciembre de 1934) fue un ingeniero y empresario británico,fundador de la empresa fabricante de coches Standard Motor Company. 

## Semblanza
Nacido en Paddington, Londres, Maudslay era hijo del caballero Athol Edward Maudslay, y de Kate, hija de Sir Thomas Lucas, fundador de una gran empresa de contratistas de la construcción.
Maudslay fue educado en la escuela St David's School en Moffat, Escocia, de donde pasó al Marlborough College. Después de completar su educación escolar, asistió a la Crystal Palace School of Engineering, donde se formó como ingeniero civil con Sir John Wolfe-Barry. En esta época trabajó en varios proyectos importantes de ingeniería, como los muelles de Barry. Abandonó su carrera de ingeniero civil en 1902 y con el apoyo financiero de Wolfe-Barry, se mudó a Coventry, donde alquiló un pequeño taller. Su primo, Cyril Maudslay, era entonces director gerente de la cercana Maudslay Motor Company. En 1903, Reginald Maudslay estableció la Standard Motor Company en unos locales más grandes, situados en Much Park Street. Al no poder usar el nombre de la familia (ya utilizado por los coches de su primo) para nombrar sus vehículos, Maudslay parece haber sido influido en su adopción de la marca "Standard" por el estandarte romano que se exhibía en el salón de su casa.

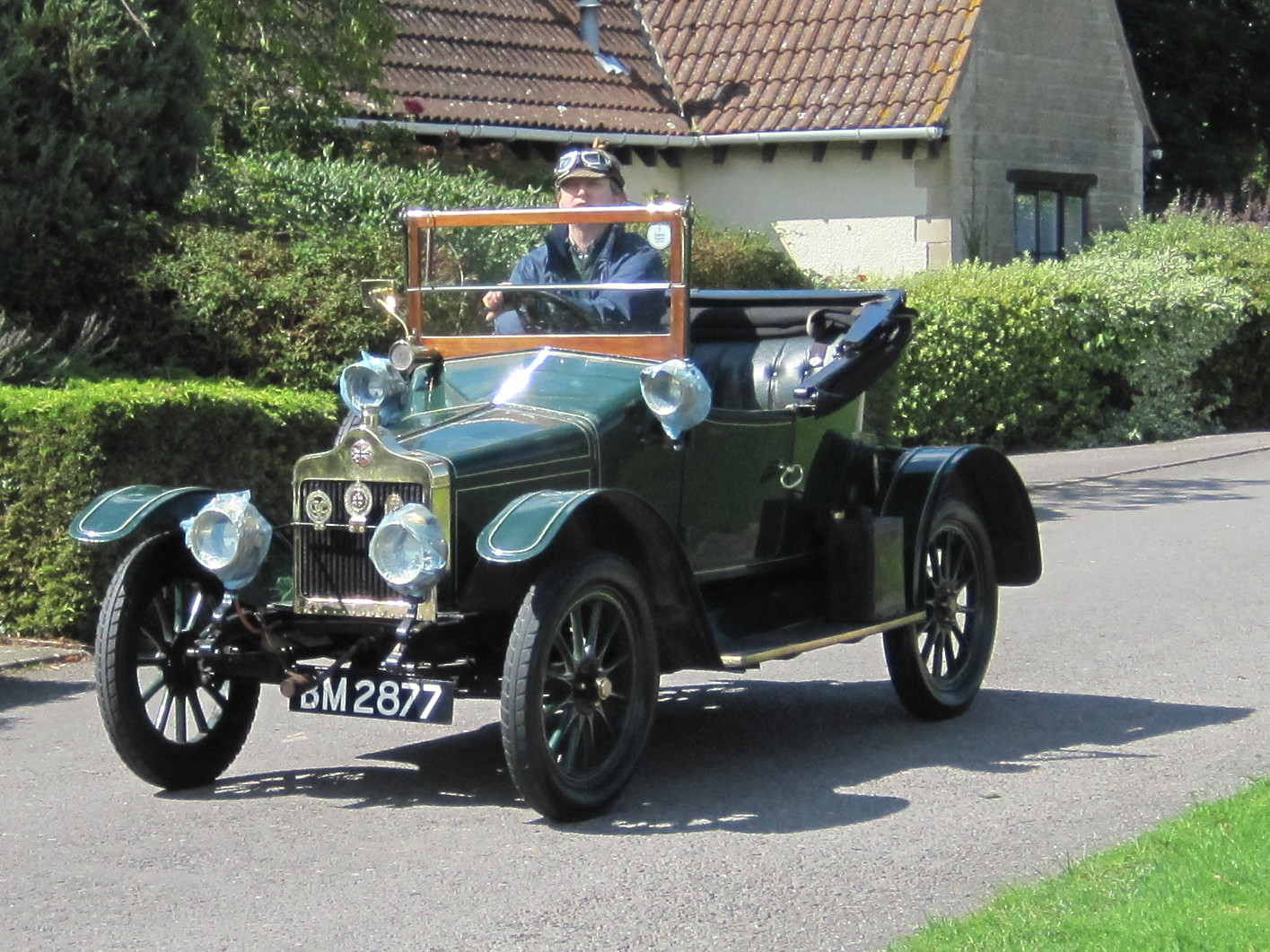
Tourer de 2 plazas modelo S de 1913

En 1914, la Standard Motor Company se convirtió en una sociedad por acciones, con un precio "relativamente modesto" de 50.000 libras (equivalente a 5.11 millones de hoy en día). La producción se incrementó y pronto llegó a fabricar 750 autos por año. Se consideraba que era un diseñador de "habilidad considerable", y supuestamente inventó la carrocería de entrada lateral tan familiar hoy en día, pero su contribución al desarrollo de la Standard después de la Primera Guerra Mundial es "difícil de evaluar". Se basó en gran medida en las habilidades de ingeniería de otros, como John Budge y más tarde John Black, quien en 1933 era director general junto a Maudslay. El entusiasmo de Maudslay por el mercado de exportación llevó las finanzas de la compañía al borde de la quiebra durante la década de 1920, particularmente en 1927, después de que un gran pedido australiano anticipado, al que se desvió la mayor parte de la producción de la compañía, no se materializara.
Maudslay se casó con Susan Gwendolen Herbert, el 30 de enero de 1908; la pareja tuvo dos hijos y una hija. Poco se sabe de su vida privada, pero "adquirió la reputación de ser un caballero rural y le gustaba inspeccionar la planta industrial con un sombrero de cazador de venados y un abrigo a juego". Sus contemporáneos lo describieron como "un ingeniero caballeroso de la vieja escuela, que encontró difícil adaptar sus ideas a la industria posterior a 1918". Murió en Marylebone, Londres, el 14 de diciembre de 1934, después de una breve enfermedad.